# Sturnia erythropygia
Sturnia erythropygia là một loài chim trong họ Sturnidae.